# Ravascletto
Ravascletto település Olaszországban, Friuli-Venezia Giulia régióban, Udine megyében. Lakosainak száma 496 fő (2023. január 1.). Ravascletto Cercivento, Comeglians, Ovaro, Paluzza és Sutrio községekkel határos.

## Népesség
A település népességének változása:
| Lakosok száma | 534  | 530  | 496  |
|               | 2017 | 2018 | 2023 |